# メンヘラちゃん (漫画)
『メンヘラちゃん』は、琴葉とこによる日本の漫画作品。心に病を持つ少女と友人たちの交流を描く物語である。最初は著者のホームページやpixivで私的に公開されたウェブコミックだったが、インターネット上で反響を呼び、2012年10月にイースト・プレスによって上・下、全2巻の単行本が刊行された。単行本化に伴いホームページでの公開が休止されたため、本項では単行本を中心に解説する。

## 概要
“心に病を持つ人”を意味する俗語「メンヘラ」を作品名・ヒロイン名に冠するこの漫画は、文字通り精神疾患を患う主人公と周囲の友人が交流を経て支えあい、成長する姿を描く物語である。表現形式は場面によって4コマ形式とストーリー形式が使い分けられ、序盤は例えば「メンヘラちゃんの手首に巻かれた装身具を見たけんこうくんがリストカットを想像する」という具合に彼女の病状や各人の性癖をブラックジョーク的に描いて笑いを誘う展開で始まり、中盤以降から徐々に彼女の具体的な病態や各々の内面を描くシリアスな展開へと移行する。
自らも不登校の経験を持つ著者が、中学2年から3年にかけての期間に発表した漫画であり、敬遠されがちな主題の執筆にあたっては『かってに改蔵』や『さよなら絶望先生』といった久米田康治作品の影響があったとされる。執筆動機として「人は他人とコミュニケーションによって理解し合えるはずで、いつ誰が陥るか分からない『心の病』を持ってしまった人に対しても、共感したり理解しようと思う一助にしたい」との思いがあったという。ウェブコミックとしてはスケッチブックに描いたものを直接アップロードしていたが、出版に際して支障があったため、単行本では約2年をかけて全面改稿された。
評価
- 作家・たまごまご[注 2]はエキサイトのレビュー記事「エキレビ!」において、この漫画を「骨折などのように分かり易い『記号的要素』がなく描写がとても難しい『うつ病』という題材をパロディと現実的描写の両側面から描いた作品であり、デフォルメされた描写にもユーパン・リスパダール・アナフラニールといった薬品が正しく記されるのをはじめ、患者以外には理解され難いうつ病やパニック障害の症状、患者の陥りがちな“思考の袋小路”に至るまで正確に描写され、年長の自分でもうかつには描けない題材を中高生時代に感性豊かに、かつ冷静に描いた作者の心の強さを感じる。」と評した[5]。たまごまごは従前、ウェブコミックの完結直後にも自身のブログで同様に絶賛した[9][3]。
- 文芸誌「ダ・ヴィンチ」のwebサイト「ダ・ヴィンチ電子ナビ」がTwitterを通じたアンケートを基にした2012年10月の「いま、面白いと評判のWEB漫画ランキング ベスト10」では、『リューシカ・リューシカ』に次ぐ第2位に挙げられた[10]。ダ・ヴィンチ電子ナビはまた、同年11月の「『うつ』を理解し、向き合うヒントになるマンガ5選」においても『ツレがうつになりまして。』・『ブラックジャックによろしく（精神科編）』・『NHKにようこそ!』・『マンガでわかる心療内科』と共に本作を挙げた[11]。
- 朝日新聞の連載「茶話」の年末企画「回顧2012」において、漫画担当者により『竜のかわいい七つの子』・『GUNSLINGER GIRL』と共に「2012年を代表する漫画」の一つに選ばれた[12]。また2013年2月には作品の記事が掲載された[13]。

## あらすじ
※以下は、単行本収録分の主に4コマで表現されるギャグ部分を除いたストーリー部分の粗筋を時系列に沿って記したものである。従って作品の全体像を反映しておらず、エピソードの記載順も単行本とは異なる。
中学1年の春、佐藤くんとのじゃんけんに負けたけんこうくんは、彼から「メンヘラ」という女の子に学校のプリントを届けるよう頼まれた。佐藤くんには「ハンパなくネガティブ(原文ママ)（かなり性格の暗い娘）」と評されたメンヘラちゃんを普通の子だと思ったけんこうくんだが、彼女の受け答えに大きな隔たりを感じてしまう。そんな出会いから1ヵ月後、けんこうくんは同様にして病弱ちゃんと出会う。メンヘラちゃんとは幼馴染という彼女は、あまり笑顔を見せないメンヘラちゃんが実はけんこうくんの訪問をとても喜んでいることを彼に告げた。そうしてけんこうくんと不登校のメンヘラちゃん・病弱ちゃんとの交流が始まった。
メンヘラちゃんは重いうつ病やパニック障害を患っており、けんこうくん達の前でも不安定な精神状態に陥ることがあった。彼女はそれを病弱ちゃんやけんこうくんにとって迷惑と考え、彼らの前で無理に平静を装うことがあった。一方で病弱ちゃんは、けんこうくんとの出会い以降明るさを増すメンヘラちゃんを嬉しく思いながらも、かつて自分に頼りきりだった彼女が離れていくのではないかと不安に感じることがあった。けんこうくんもまた、メンヘラちゃんが明るくなるにつれ、彼女にとって自分が必要なくなるのではないかと不安になるときがあった。そんなとき3人は互いに支えあい、絆を深めるのだった。
そんな彼女たちも高校受験を迎える頃、メンヘラちゃんとけんこうくんは互いに恋していることに気づき始める。2人はなかなか言い出せずにいたが、3月14日のホワイトデーの日、ついに気持ちを伝えあった。そうして3人は学校が違ってもお互いに大切な存在であり続け、メンヘラちゃんも彼ら「大切な人たち」と共に、生きていくのだった。

## 登場人物
※この漫画にはふり仮名が無いので、人物名の漢字の読み方は正確には不明である。また、各人物名は「メンヘラ」「病弱」などが正確な呼称だが、状態を表わす語との混同を避けるため、本項では各出典に従い敬称付きで記載する。
メンヘラちゃん
この漫画の主人公で、不登校の中学生→通信制高校生。うつ病やパニック障害を患う少女。黒髪を肩口まで伸ばし、けんこうくんによれば「黙っていればかわいい」容貌の持ち主。家事や料理、手芸も器用にこなす。発病の経緯は明らかでないが、小学生時代半ばから不登校を続けている。首吊り用ロープなど不吉なものを持ち物や贈り物にしたり、自殺を思わせる冗談を自ら言ったりする面もあるが、実際に深刻な身体的苦痛と病気から来るネガティブ思考、加えてそれらに対する周囲の無理解と、けんこうくんら親しい友人に負担をかけることへの不安など複雑な苦しみを抱えている。そのため当初は表情に乏しく、自殺願望を持つ描写が見られた。しかし、2人と関わるうちに自分も彼らを支えたいと考え生きることに前向きになり始め、徐々に表情豊かになった。やがて自分がけんこうくんに惹かれていることに気づき、思い悩んだ末に告白、両想いとなった。終盤に通信制高校に進学、学校は違っても逢いに来る彼らと共に、自分の病にも向き合って生きていく決意をした。
けんこうくん
メンヘラちゃんや病弱ちゃんのもとへプリント（学校の配布物）を届けに訪れる少年。佐藤くん曰く「お人好し」な性格で、出会った当初は愛想を見せなかったメンヘラちゃんとも仲良くなろうとした。メンヘラちゃんが心を許す数少ない人間の1人だが、彼女が時おり差し出す不吉なプレゼントには閉口させられることがある。メンヘラちゃんの病状の重さに戸惑うこともあったが、病弱ちゃんと共に彼女を支えようと決意する。ところが、メンヘラちゃんに笑顔が見られるようになると、彼女が遠ざかる不安に苛まれる一幕もあった。メンヘラちゃんに対して自分でも気づかないうちに思いを寄せており、高校合格後のホワイトデーの日に互いに告白し、高校進学後も彼女の許を訪れ続けた。
病弱ちゃん
具体的な病名などは明らかでないが身体的に病弱で、メンヘラちゃんと同様に不登校の状態にある少女。肩口までの茶髪で、時々額に冷却ジェルシートを貼っている。貧血で倒れたり風邪などで寝込むことがある。性格はとても陽気で明るく、ボーイズラブ漫画を読んだり自ら描いたりするのが趣味の腐女子。メンヘラちゃんとは幼馴染で、互いに不登校という事情もあってけんこうくんと出会う前から仲良しだった。それ故、けんこうくんと親しくなる彼女を見て、彼女の快復を喜ぶ一方で取り残される不安に駆られることもあった。終盤、佐藤くんを半ば強引に連れ出し行動を共にするなど、メンヘラちゃんによれば「すこしだけ仲良くなった気がする」仲になった。
佐藤くん
けんこうくんの同級生であり友人でもある茶髪の少年。中学1年生の春、本来なら自分が届けるはずだった配布物をじゃんけんで負けた彼に任せ、結果的に3人が出会う遠因を作った。きつい物言いをする性格で、メンヘラちゃんとは小学校の同級生だったが、当初は彼女の病状を理解できず「かまってちゃん（甘えたがり）」と評した。後に病弱ちゃんに半ば強引に引っ張り出される形で彼女らと行動を共にして3人の関係を理解し、距離を縮めるメンヘラちゃんとけんこうくんとの間で取り残される不安を訴える彼女を元気付けた。

## 書誌情報
- 琴葉とこ 『メンヘラちゃん』 イースト・プレス、全2巻
  - 上巻[14]、2012年10月29日第1刷発行 ISBN 978-4-7816-0824-2
  - 下巻[15]、2012年10月29日第1刷発行 ISBN 978-4-7816-0825-9